# Дембо, Владимир Борисович
Владимир Борисович Дембо (род. 9 января 1950, Выборг, Ленинградская область) — советский и израильский педагог и шахматный тренер.

## Биография
В 1970 году окончил ленинградское музыкальное училище при консерватории, а в 1976 году — ленинградскую консерваторию (фортепианный факультет).
Преподавать начал в 12 лет.
После окончания консерватории преподавал в институте культуры, муз. училище, муз. школе. Очень много выступал как солист и концертмейстер.
В конце 80-х прочитал в Куйбышеве десятки лекций в институтах, университете, школах на тему «Как воспитать ребёнка здоровым и талантливым». Читал эти лекции психологам на курсах усовершенствования, глав. врачам города, студентам, родителям.
В 1990 году эмигрировал с семьёй в Израиль (Тель-Авив).
Вместе с женой создал частную шахматно-музыкальную школу. За 8 лет работы они подготовили более 30 чемпионов страны в возрастах от 10 до 20. Лучшие из них завоёвывали медали в чемпионатах мира и Европы (вплоть до чемпиона мира).
В 2011 году вышел его двухтомник. Первый том — «Искусство быть родителем» (280 страниц), второй — повесть и рассказы (184 страницы). В первом томе очень подробно и четко рассказывается, как воспитать ребёнка здоровым, талантливым, умным, активным, жизнерадостным; сделать его большой личностью.
Многие из его рассказов неоднократно печатались в крупнейших греческих русскоязычных газетах.

## Семья
Дочь Елена Дембо — международный гроссмейстер по шахматам и призёр чемпионата Европы среди женщин.